# Bronwyn Hayward

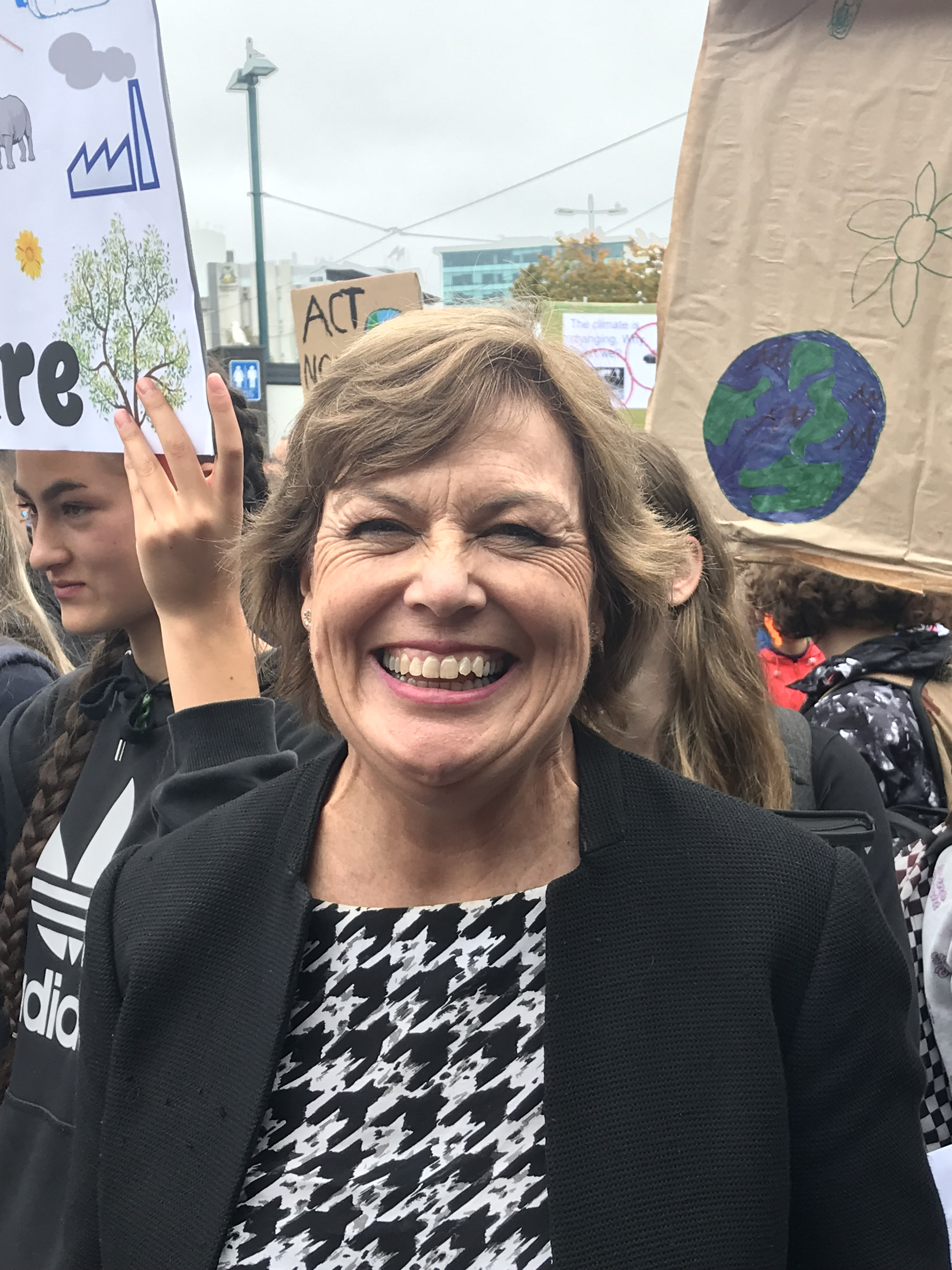
Hayward (2019)

Bronwyn Mary Hayward MNZM ist eine neuseeländische Klimawissenschaftlerin. Sie forscht und lehrt an der University of Canterbury.

## Leben
Hayward absolvierte ein Bachelor-, Master- und Promotionsstudium an der University of Otago. Forschungsaufenthalte führten sie an die Universität Oslo und die University of Surrey. Sie ist Mitglied der Royal Society of New Zealand.

## Wirken
Haywards Forschung konzentriert sich auf die Schnittstelle zwischen nachhaltiger Entwicklung, Jugend, Klimawandel und bürgerschaftlichem Engagement.
Hayward war eine der Leitautorinnen des 2018 erschienenen Sonderberichts 1,5 °C globale Erwärmung des Intergovernmental Panel on Climate Change (IPCC). Sie ist derzeit zudem eine der koordinierenden Leitautorinnen im Themenbereich „Städten und Infrastruktur“ des Sechsten Sachstandsberichts des IPCC.
In der öffentlichen Debatte um Auswege aus der Klimakrise bezeichnet sich Hayward berufsbedingt selbst als „unbeabsichtigte Aktivistin“. Sie beteiligt sich inzwischen aktiv an der Debatte, um darauf hinzuweisen, dass der Klimawandel kein Problem der Zukunft darstellt, sondern in der Gegenwart dringender Handlungsbedarf besteht. Um eine Klimakatastrophe noch abzuwenden, fordert sie eine deutlich ambitioniertere Klimapolitik, sowohl weltweit als auch in ihrem Heimatland. Sie spricht offen über die Frustration bei vielen Klimawissenschaftlern, nicht rechtzeitig das notwendige Gehör zu finden, und über die daraus resultierende psychische Belastung und Trauer im Angesicht der nahenden Katastrophe, aber auch über die verbleibende Hoffnung.

## Werke
- Bronwyn Hayward: Children, citizenship and environment: Nurturing a democratic imagination in a changing world. Routledge, New York 2012, ISBN 978-1-84971-437-2, doi:10.4324/9780203106839 (englisch).
- Bronwyn Hayward: Sea Change: Climate Politics and New Zealand. BWB Bridget Williams Books, Wellington 2017, ISBN 978-1-988533-28-5, doi:10.7810/9781988533285 (englisch).

Als Co-Autorin:
- Bronwyn Hayward, Rebecca Collins, Sylvia Nissen: Children and Environment. In: International Encyclopedia of Geography:  People, the Earth, Environment and Technology. John Wiley & Sons, 6. März 2017, doi:10.1002/9781118786352.wbieg0371 (englisch).